# Museo dell'abbazia di Borgo san Dalmazzo
Il museo dell'abbazia di Borgo San Dalmazzo, inaugurato nel 2005, ripercorre le principali tappe della storia del monastero e del complesso abbaziale cui è adiacente. Il percorso museale conduce inoltre il visitatore in un viaggio nella storia della città dalle antiche origini romane al XVIII secolo. Il complesso è stato progettato in modo da integrare il percorso museale a quello archeologico e al museo parrocchiale annesso.

## Storia
Il museo nasce nel novembre 2005 per iniziativa dell'allora parroco pro tempore don Giovanni Quaranta e della dottoressa Egle Micheletto della Soprintendenza per i Beni Archeologici del Piemonte e del Museo Antichità Egizie. Il progetto architettonico e di allestimento è stato diretto dall'architetto Alessandro Scapolla. La gestione del museo è affidata alla parrocchia di San Dalmazzo, mentre l'Associazione Culturale Pedo Dalmatia, che svolge le sue attività attraverso il contributo di volontari, cura l'accompagnamento dei visitatori.

Dalla sua apertura ad oggi ha registrato un totale di 17025 visitatori, con una media di 1215 all'anno. 

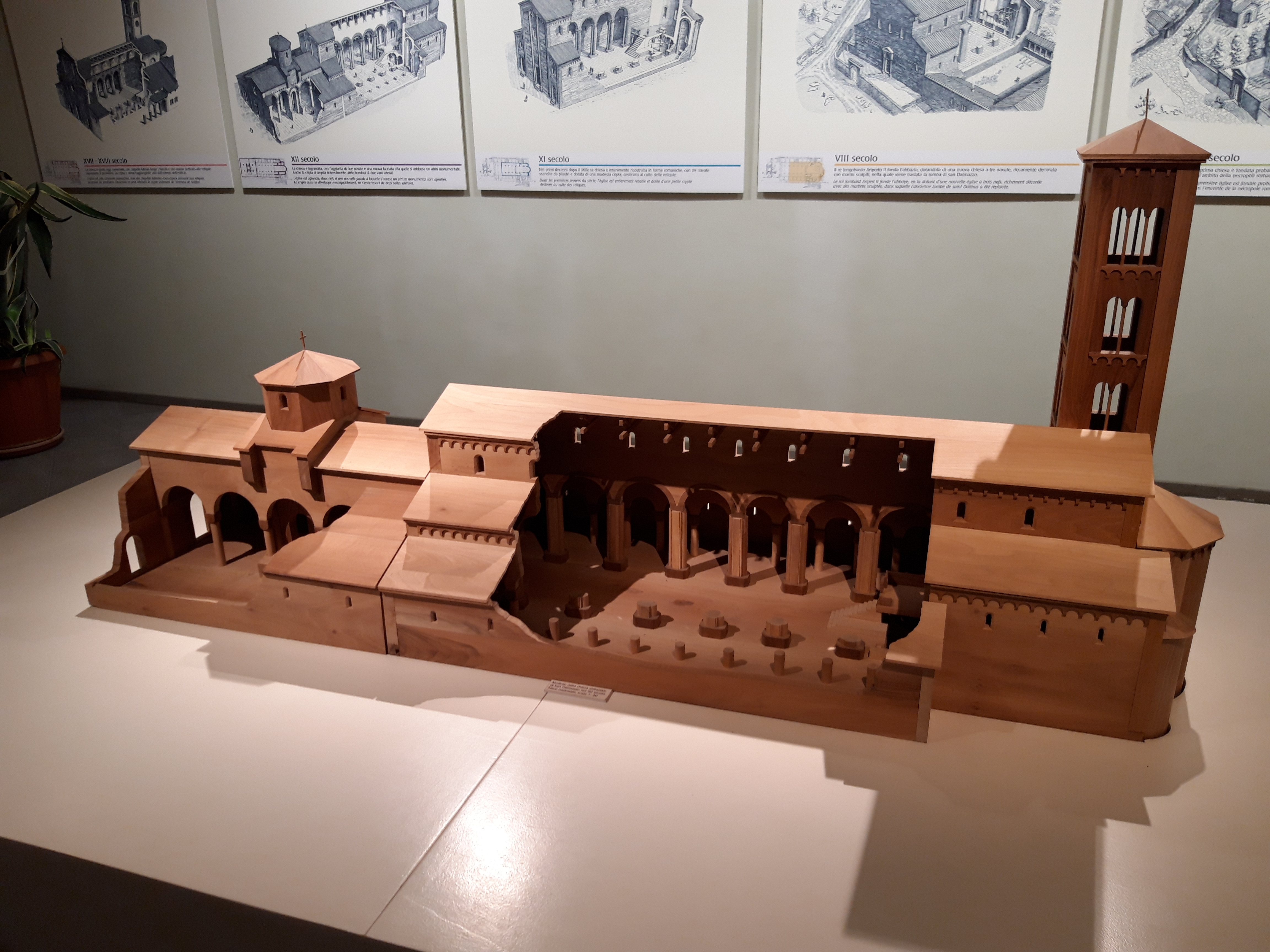
Il plastico tridimensionale mostra l'imponenza della chiesa abbaziale di Borgo San Dalmazzo del XII secolo

Collezione

## Il percorso museale
Nel museo si è accolti da una copia fedele dell'originale busto-reliquiario di San Dalmazzo.
Il busto, realizzato in lamina d'argento, risale al 1594 ed è custodito nella cappella alta della chiesa. 
La prima sala propone ai visitatori le principali fasi delle origini e dello sviluppo dell'insediamento abbaziale dalla necropoli romana all'attuale edificio, nonché del culto del santo, con alcune sue tipiche rappresentazioni in vesti di guerriero, di monaco e di vescovo: egli in realtà non ricoprì mai ruoli simili, le immagini avevano semplicemente la funzione di esaltare la sua figura.

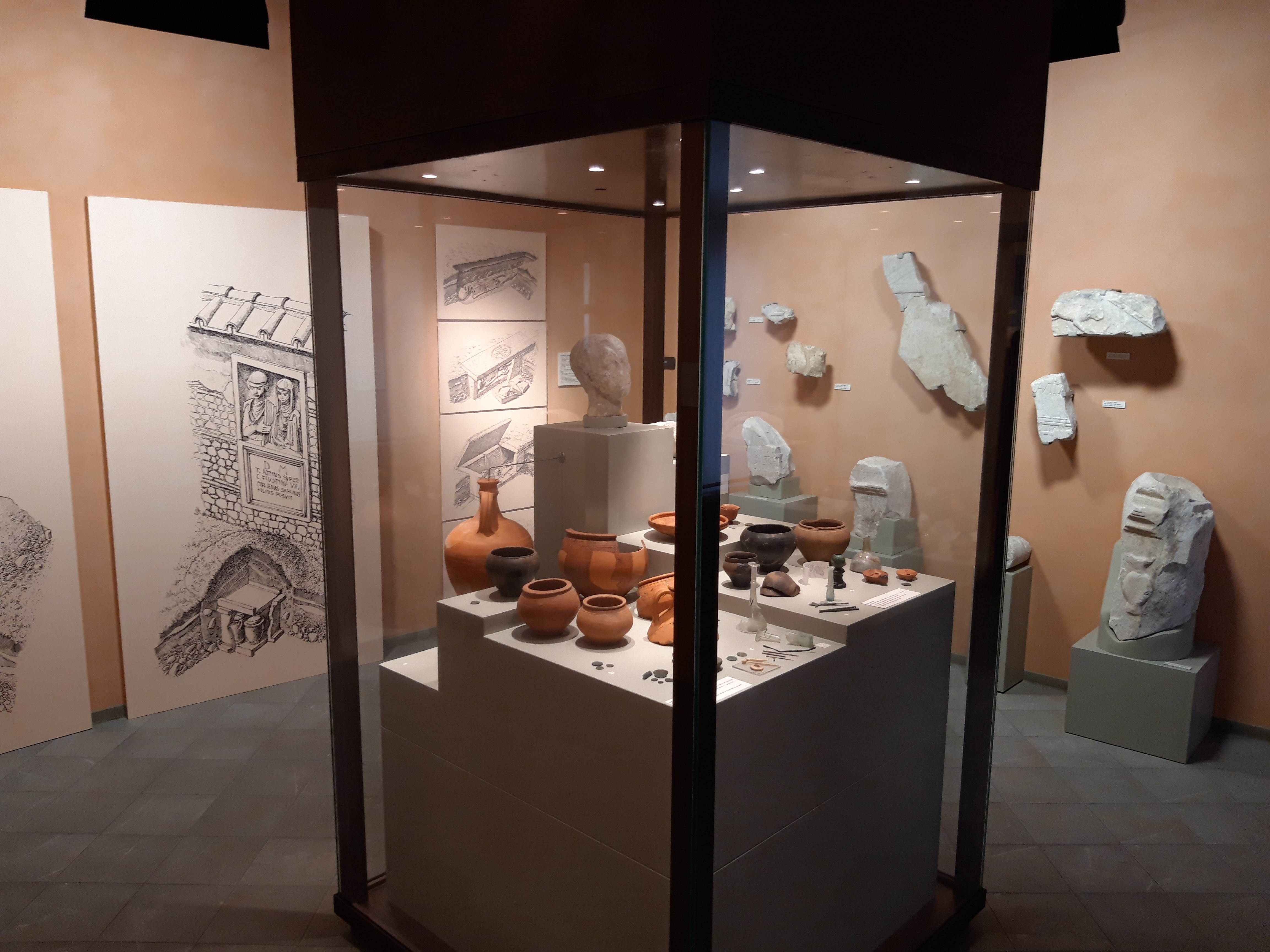
La seconda sala del museo

Al centro della sala trova posto un plastico tridimensionale che mostra l'effettiva imponenza della chiesa abbaziale del XII secolo, mentre i pannelli alle pareti ne mostrano l'evoluzione e le ristrutturazioni nel corso del tempo.
Nella seconda sala l'attenzione è rivolta ai ritrovamenti archeologici rinvenuti nel centro storico cittadino e nell'area della chiesa. Si tratta di oggetti di uso quotidiano e di ambito funerario, databili in prevalenza tra il II e il III secolo d.C., in antichità situati all'interno delle tombe a incinerazione della necropoli su cui, appunto, è sorto il complesso abbaziale. 
Tra i reperti risalta il cippo funerario che ricorda uno degli addetti delle stazioni doganali della Quadregesima Galliarum, che raccoglieva la tassa che doveva essere pagata per tutte le merci in transito nel borgo. Inoltre, malgrado la pessima conservazione, è messo in mostra il ritratto di un personaggio maschile, probabilmente dedicato ad un benefattore che aveva destinato alla città una notevole somma di denaro, il cui nome ci è però sconosciuto.

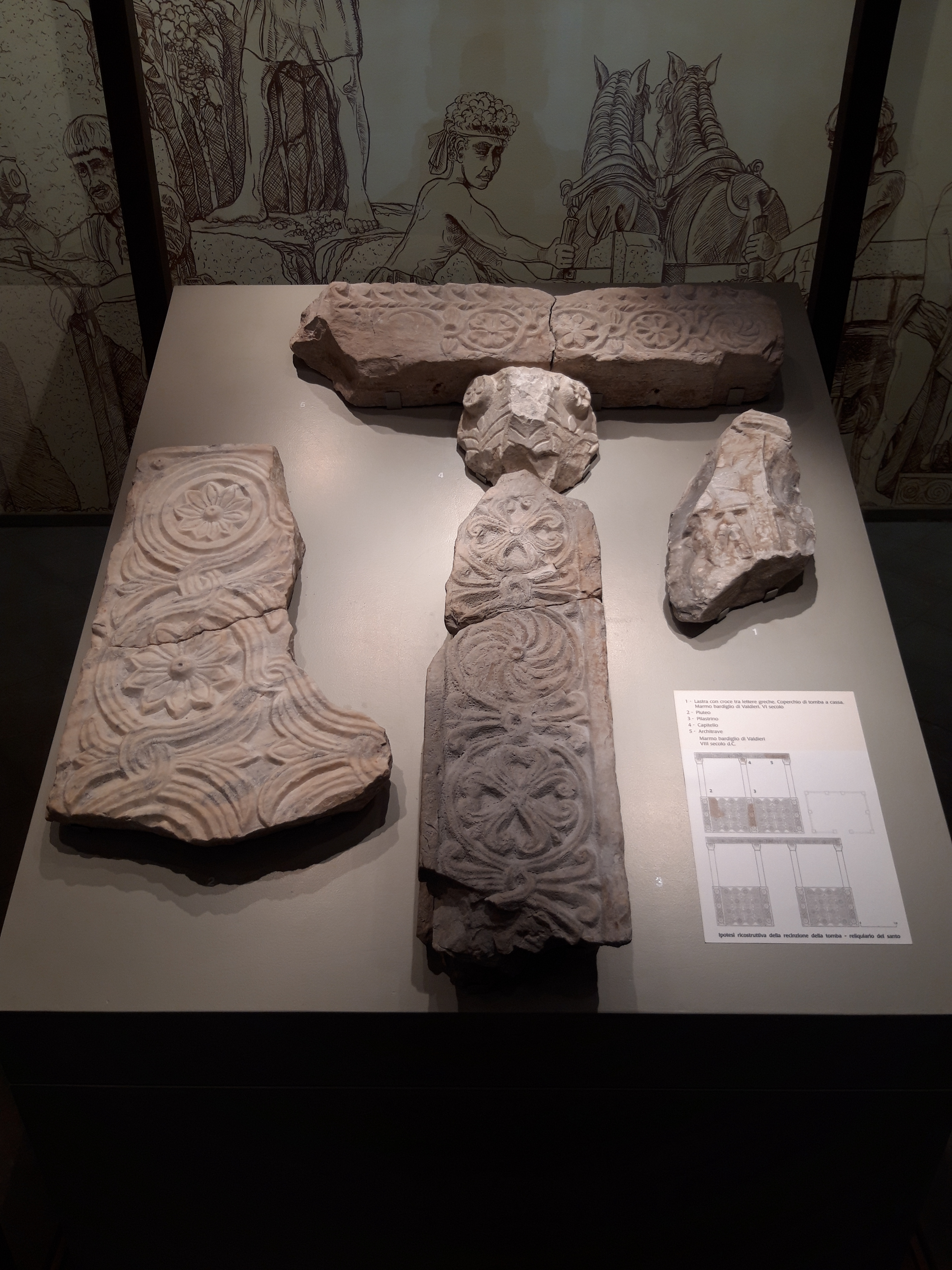
La terza sala del museo

La terza sala propone una serie di decorazioni marmoree risalenti all'epoca longobarda e romanica; tre sono le vetrine che mettono in risalto quelle di maggior rilievo: nella prima si osservano alcuni frammenti superstiti decorati con una rete di cerchi annodati tra loro appartenenti ad un pluteo, altri ad un pilastrino, un capitello e ad un architrave; la seconda riunisce numerosi resti di un'imponente recinzione presbiteriale, sviluppata per circa dieci metri in lunghezza e munita di tre accessi archivoltati per consentire la circolazione dei fedeli intorno alla tomba del santo e lo svolgimento della liturgia; infine nella terza prendono posto alcune testimonianze del ciclo decorativo in stucco della chiesa edificata nei primi anni del XII secolo.

## Il percorso archeologico
Dal museo si accede successivamente all'area archeologica. Una prima scala conduce i visitatori all'antica cripta meridionale romanica, ove sono presenti tracce della pavimentazione policroma in stucco e cocciopesto, databili al XII secolo, che ricopre in parte l'abside semicircolare della chiesa paleocristiana. Si percorre in seguito il corridoio realizzato in epoca settecentesca, durante la costruzione della Villa abbaziale, il quale riporta l'attenzione su una copertura in vetro, al di sotto della quale alcune tombe delle più significative del XI-XIII secolo testimoniano l'importanza del cimitero in passato circostante la chiesa; al di sotto del porticato addossato al fianco meridionale si possono ammirare due tombe ad incinerazione di età romana, la prima a camera sotterranea in muratura con nicchie laterali, la seconda a cassetta di laterizi. Si rientra nella chiesa attraverso la cappella definita tradizionalmente "Cappella Angioina", decorata nel Quattrocento da un pregevole ciclo affrescato, quindi si accede nella cripta romanica, un luogo evocativo che rappresenta il cuore dell’edificio sacro. Superata la cripta il percorso attraversa alcuni locali un tempo riservati ai monaci.

## Il museo parrocchiale
Alcuni gradini permettono di raggiungere il museo parrocchiale, costituito da un primo ambiente in cui è esposto un ricco corredo di reliquiari e paramenti sacri realizzati tra XVII e XVIII secolo, repertorio di oggetti che mostrano chiaramente la ricchezza che caratterizzava la parrocchia una volta che l’abbazia venne abbandonata. Successivamente si accede alla Cappella superiore, eretta alla fine del XVII secolo in corrispondenza del presbiterio della parrocchia e, si pensa, un tempo sede della Confraternita di San Dalmazzo. Essa è decorata con stucchi dorati e pitture raffiguranti alcuni momenti fondamentali della vita del santo (morte, trasporto, gloria) e che hanno coinvolto particolarmente la comunità del borgo; ospita inoltre il prezioso busto reliquiario argenteo tardo-cinquecentesco e permette di godere di una vista sull'attuale navata centrale della chiesa parrocchiale barocca.

## Abbazia di San Dalmazzo
L'abbazia benedettina di San Dalmazzo, fondata alla confluenza delle Valli Gesso, Vermenagna e Stura (nei pressi di cuneo) è oggi racchiusa nel centro abitato che prende il nome dal celebre santo, Borgo San Dalmazzo, ben più esteso rispetto all'antico insediamento medievale.

### Le origini
La prima chiesa paleocristiana venne eretta alle porte del borgo, in corrispondenza della necropoli romana, intorno al VI secolo d.C. La sua scoperta fu dovuta al ritrovamento nell'ambito dell'area cimiteriale, ormai in disuso, di lastre di sepolture e di parti dell’edificio, in particolar modo componenti della struttura muraria dell'abside, mentre della pavimentazione interna non si sono conservate tracce. Alcuni anni più avanti, tra il 701 e il 712, fu fondato il primo vero e proprio complesso abbaziale per diretto impulso del re Ariperto II, come dimostrato da alcune decorazioni scultoree risalenti all'VIII secolo. Qui, poco tempo dopo, venne traslato il sepolcro di san Dalmazzo.

### Età medievale
Le prime attestazioni dell’abbazia risalgono al 902 d.C. con il diploma di Ludovico III del Sacro Romano Impero.
Durante il IX secolo il culto del santo era in piena espansione e l’abbazia era visitata giornalmente da numerosi pellegrini che si recavano a Pedona anche per attività commerciali. Tuttavia, il secolo successivo vide il trasferimento del corpo del santo a [Quargnento, con il conseguente declino del cenobio. Una parte delle reliquie tornò a Borgo San Dalmazzo nel 1176.
Un documento prezioso giunto ai nostri giorni è la bolla concessa da papa Innocenzo IV all’abate Anselmo, risalente al 1246 e ora conservata presso l'archivio della curia di Mondovì, che elenca tutte le dipendenze dell'abbazia: il documento mostra un patrimonio ridotto rispetto al passato ma ancora consistente. 
Nel XV secolo l'istituzione era ormai in crisi e perciò l'abbazia fu unita in via definitiva con la mensa vescovile di Mondovì nel 1438. 

### Dal tardo medioevo fino ad oggi
Nella metà del XVI secolo i francesi occuparono Borgo, fortificando il monastero e danneggiandolo gravemente, come chiaramente detto nella descrizione del vescovo Gerolamo Scarampi durante la sua visita pastorale del 1583, quando si era ormai avviata una più corretta gestione del patrimonio ecclesiastico. Negli anni successivi si tentò in ogni modo di rinvigorire il culto del santo con pubblicazioni sulla sua vita ma anche e soprattutto con la ricognizione delle reliquie e con la costruzione di una nuova teca argentea per un frammento del cranio nel 1594. 
Nel 1636 vi fu l’ultima solenne traslazione del sepolcro del santo nella cappella sopraelevata. Agli inizi del XVIII secolo, per volontà del vescovo Gianbattista Isnardi del Castello, si avviò il radicale restauro del monastero e proprio a quegli anni risalgono i primi ritrovamenti di materiali archeologici romani e alto medievali.